# Daddala expressa
Daddala expressa är en fjärilsart som beskrevs av Louis Beethoven Prout 1928. Daddala expressa ingår i släktet Daddala och familjen nattflyn. Inga underarter finns listade i Catalogue of Life.